# Henri-Joseph Dulaurens
Henri-Joseph Laurent, dit Dulaurens (ou Du Laurens) baptisé à Douai le 27 mai 1719 et mort le 17 août 1793 à Marienborn,, est un écrivain français.

## Biographie
Baptisé à la collégiale Saint-Pierre de Douai, fils de Jean-Joseph Laurens, chirurgien-major au régiment de La Roche-Guyon, et de Marie-Joseph Guyon
Dès l’âge le plus tendre, il annonça un esprit vif et supérieur, qui pouvait faire concevoir de grandes espérances. Envoyé de bonne heure au collège d’Anchin, desservi par les Jésuites, il commença ses études qui eurent beaucoup d’éclat. À peine les eut-il achevées que sa mère, femme très pieuse, le fit entrer, le 12 novembre 1727, âgé de seize ans, chez les chanoines réguliers de la Trinité, Dulaurens fut admis à la profession, le 12 novembre 1727, étant à peine âgé de dix-neuf ans. La vivacité de son esprit, l’ardeur de son imagination, et, par-dessus tout, le désir extrême de se distinguer le fit se livrer tout entier à l’étude de la théologie et des belles-lettres. Il parvint bientôt à se faire haïr de ses confrères, qu’il cherchait sans cesse à humilier en faisant parade de son esprit et de ses connaissances. Les jésuites ne le détestèrent pas moins, parce qu’il se faisait un plaisir de les confondre dans les thèses publiques. Les désagréments qu’on lui faisait éprouver le déterminèrent à demander sa translation dans l’ordre de Cluny. Mais ayant été refusé dans une maison de cet ordre, il protesta juridiquement contre ce refus, quitta la vie monastique et se rendit à Paris pour soutenir ses droits, peut-être espérant trouver dans les lettres plus de tranquillité que dans son couvent, ainsi que la fortune et la gloire. Mais cette fortune, objet de ses vœux et de son ambition, le trompa bien cruellement, car pendant toute sa vie il fut malheureux et persécuté.
Le parlement de Paris ayant lancé, au mois d’août 1761, le célèbre arrêt contre les jésuites, Dulaurens, depuis longtemps leur ennemi, saisit avec empressement l’occasion de se venger en composant contre eux une satire violente à l’imitation des Philippiques, sous le titre de Jésuitiques, dont il avait communiqué l’idée à Marc Ferdinand Grouber de Groubentall de Linière, l’un de ses amis logé dans sa maison. L’ouvrage, fait en commun, fut achevé et imprimé en huit jours mais, craignant les poursuites de la police, Dulaurens partit à pied pour la Hollande, le lendemain de la publication de son pamphlet, en négligeant de prévenir son ami Grouber de Groubentall, qui fut arrêté et conduit à la Bastille, où il resta pendant un mois.
Le peu d’argent que Dulaurens retira des libraires d’Amsterdam (chez Marc-Michel Rey de 1761 à 1763), lui fit quitter celle ville pour se rendre successivement à Liège et à Francfort, où il espérait trouver un gain plus considérable. Doué d’une imagination féconde, d’une prodigieuse facilité pour le travail, il vécut toujours dans un état voisin de l’indigence.
Ayant été dénoncé en décembre 1765 à la chambre ecclésiastique de Mayence, comme auteur d’ouvrages impies, il fut jugé et condamné par sentence du 30 août 1767 à une prison perpétuelle et enfermé dans une maison de pauvres prêtres à Mayence. Il présentait alors des signes de délire. À partir de 1788, il termina sa peine au couvent surveillé de Marienborn, où il mourut à l’âge de 74 ans (1793).
La physionomie de l’abbé Dulaurens, qui était gros, court et replet, n’annonçait pas ses talents. Méfiant et caustique, il n’était officieux et serviable que lorsque cela ne pouvait lui porter préjudice. Vif et turbulent, inquiet et hypocondre, souvent même visionnaire, et toujours inconstant, il formait mille projets en un jour et ne les mettait jamais à exécution. Sa vivacité le rendait brouillon ; mais son génie était une de ces sources qui jaillissent sans cesse. Il a publié une foule d’ouvrages dont la plupart ont eu plusieurs éditions. Son abondance extrême rend son travail inégal et ses idées peu suivies. Il fit beaucoup de vers, dans lesquels on remarque des pensées profondes et une poésie, sonore. Sa prose est pleine de feu et de saillies. Dans ses nombreuses productions il se trouve toujours des pensées neuves et hardies, au milieu du cynisme le plus affirmé.

## Pseudonymes
On attribue à ce pamphlétaire de nombreux pseudonymes : Du Laurens, L’auteur du « Compère Matthieu », Brise-Crosses, Laurent d’Henriville, Modeste-Tranquille Xan-Xung, L’abbé de Saint-Albin, J.-B. Dulaurens, G. J. Laurens, M. L***, M. D***, Frère Mirtile (1743)…
Précisons que « Dulaurens » est un pseudonyme familial plutôt usité par le frère d’Henri-Joseph, André Laurent, lui-même auteur d’ouvrages administratifs. Henri-Joseph n’a jamais signé sous ce pseudonyme, lequel lui a été attribué tardivement par les éditeurs. La plupart de ses ouvrages originaux sont signés « Modeste-Tranquille Xan-Xung ».

## Œuvres
Outre les Jésuitiques, 1761 on a de lui divers ouvrages, dont les plus connus sont :
- deux poèmes héroï-comiques : Le Balai, 1761 , et La Chandelle d’Arras, 1765
- L’Arretin, 1763
- Imirce, 1765
- Le Compère Matthieu, ou les Bigarrures de l’esprit humain, 1766.   C’est son ouvrage le plus fameux. Roman licencieux selon Bouillet, il fut d’abord attribué à Voltaire, comme la plupart des écrits de l’auteur. Gustave Vapereau n’est pas non plus très élogieux : « Roman cynique, plein de paradoxes contre la morale et le bon sens, unis aux plus basses trivialités ». Diderot cependant le déclare l'ouvrage le plus important qui ait paru depuis le Pantagruel de Rabelais[4]. Son humour moderne, en effet, proche de Sterne par ses digressions, de Rabelais et de Voltaire par ses inventions comiques au service de la critique acerbe, mérite d’être redécouvert.
- Je suis pucelle. Histoire véritable.

## Pour approfondir

#### Articles
- Stéphan Pascau, « Qui a écrit Je suis pucelle (1767) ? », Revue Le Livre et l’Estampe, Société royale des bibliophiles et iconophiles de Belgique, Bruxelles, à paraître en 2016. Un roman dont l’attribution à Dulaurens a toujours laissé perplexes les spécialistes.
- Stéphan Pascau, « L’imaginaire lapon chez un auteur du XVIIIe siècle. Les Lapons vus par Dulaurens », Revue L’image du Sapmi III, textes réunis par Kajsa Andersson, Humanistic Studies at Örebro University, Suède, 2013, p. 148-167. Présentation de l’imaginaire des Lapons dans la littérature du XVIIIe siècle, à travers le regard d’un marginal des Lumières.
- Stéphan Pascau, « L’épopée du Balai (1761) », Revue Le Livre et l’Estampe, Société royale des bibliophiles et iconophiles de Belgique, Bruxelles, 2013, LIX, n°179, p. 7-40. Histoire éditoriale d’un ouvrage interdit dans l’Europe des Lumières et jusqu’au Mexique.
- Stéphan Pascau, « Les rêves d’Henri-Joseph Dulaurens », Revue Recoins (Arts, Belles Lettres & Rock’n’Roll), Clermont-Ferrand, automne 2010, p. 63-68. Présentation de L’Antipapisme : entre le fou et l’anticlérical, un ouvrage à clés du XVIIIe siècle.
- Stéphan Pascau, « Dulaurens et ses Rêves de l’Antipapiste », Actes du colloque Les Papes imaginaires des Lumières 1713-1789, Academia Belgica Rome (13-15 mars 2008), sous la dir. de P. Pelckmans, K. Peeters et J. Herman, Éditions Rodopi, Amsterdam-New York, coll. « Faux titre », no 337, 2009, p. 203-14. Présentation d’un ouvrage oublié, faisant état d’une rare caricature littéraire du pape pour le siècle.
- Stéphan Pascau, « L’Afrique et les peuples exotiques vus par Henri-Joseph Dulaurens (1719-1793) », Actes du colloque L’Afrique du siècle des Lumières : savoirs et représentations, Univ. de Pau (19-20 oct. 2006), sous la dir. de M. Bocquillon, D. Diop, C. Gallouët et G. Lahouati, Oxford, SVEC, Voltaire Foundation, 2009-05, p. 103-114. Représentation de l’Afrique dans la littérature marginale du XVIIIe siècle, à travers les écrits de Dulaurens et notamment l'article « Les nègres » dans L’Arretin.
- Gérard Lahouati, « Au carnaval des Lumières. Henri-Joseph Dulaurens et Candide », Actes du colloque d’Oxford (16-18 sept. 2009) : Les 250 ans de Candide, lectures et relectures, sous la direction de Nicholas Cronk et Nathalie Ferrand, Paris-Louvain, Peeters, 2014, p. 427-446.Le trublion Dulaurens, auteur de la première suite de Candide.
- Didier Gambert, « Le Compère Mathieu, Candide : la Lettre et l’Esprit », Actes du colloque d’Oxford (16-18 sept. 2009) : op. cit., p. 413-426. Le plus fameux roman de Dulaurens inspiré par Candide.
- Didier Gambert, " Le Compère Mathieu et la philosophie clandestine des Lumières", dans Littérature de contestation: Pamphlets et polémiques du règne de Louis XIV aux Lumières, Paris, Le Manuscrit, 2011, p. 397-417.
- Didier Gambert, " Sermons parodiques et prêcheurs comiques dans Le Compère Mathieu de Henri-Joseph Dulaurens (1766)", Universitatea din Pitesti, Studii si cercetari, Filologice, Seria limbi romanice, annul 2011/Nr. HS/ Vol. 3, p. 7-27.
- Jacques Rustin, « Les "Suites" de Candide au XVIIIe siècle », Studies on Voltaire and the Eighteenth Century, 90, 1972, p. 1404-7.Où il est fait mention de la première suite de Candide, attribuée à Dulaurens.